# Chloe Bennet
Chloe Bennet, född 18 april 1992 i Chicago, är en amerikansk skådespelare.
Bennet har bland annat medverkat i TV-serierna Agents of S.H.I.E.L.D. (2013–2020) och Abominable and the Invisible City från 2022. Hon har även medverkat i filmen Förfärliga snömannen från 2019.

## Filmografi (i urval)
- 2013–2020: Agents of S.H.I.E.L.D.
- 2019: Förfärliga snömannen
- 2022: Abominable and the Invisible City
- 2023 – Rallygänget – De snabba & de tuffa